# Ryan Sommer
Ryan Sommer (27 agosto 1993) è un bobbista ed ex discobolo canadese.

## Biografia
Ha praticato l'atletica leggera nel getto del peso, nel lancio del disco e saltuariamente in quello del martello. Nella specialità del disco conta una presenza ai campionati nazionali canadesi tenutisi a Winnipeg nel 2012.
Compete nel bob dal 2016 come frenatore per la squadra nazionale canadese, debuttando in Coppa Nordamericana nell'annata 2016/17. Esordì invece in Coppa del Mondo nella stagione 2018/19, il 6 gennaio 2019 ad Altenberg, dove si piazzò dodicesimo nel bob a quattro e conquistò il suo primo podio nonché la sua prima vittoria il 16 febbraio seguente a Lake Placid, imponendosi nella specialità a quattro con Justin Kripps, Cameron Stones e Benjamin Coakwell.
Ha preso parte a tre edizioni dei campionati mondiali, conquistando in totale una medaglia di bronzo. Nel dettaglio i suoi risultati nelle prove iridate sono stati, nel bob a quattro: medaglia di bronzo a Whistler 2019 con Justin Kripps, Cameron Stones e Benjamin Coakwell, non partito nella terza manche ad Altenberg 2020 e quinto ad Altenberg 2021.

## Palmarès

### Mondiali
- 1 medaglia:
  - 1 bronzo (bob a quattro a Whistler 2019).

### Coppa del Mondo
- 12 podi (tutti nel bob a quattro):
  - 4 vittorie;
  - 3 secondi posti;
  - 5 terzi posti.

#### Coppa del Mondo - vittorie
| Data             | Luogo        | Paese       | Disciplina                                                               |
| ---------------- | ------------ | ----------- | ------------------------------------------------------------------------ |
| 16 febbraio 2019 | Lake Placid  | Stati Uniti | a quattro con Justin Kripps (pilota), Cameron Stones e Benjamin Coakwell |
| 14 dicembre 2019 | Lake Placid  | Stati Uniti | a quattro con Justin Kripps (pilota), Cameron Stones e Benjamin Coakwell |
| 15 dicembre 2019 | Lake Placid  | Stati Uniti | a quattro con Justin Kripps (pilota), Cameron Stones e Benjamin Coakwell |
| 2 febbraio 2020  | Sankt Moritz | Svizzera    | a quattro con Justin Kripps (pilota), Cameron Stones e Benjamin Coakwell |

### Circuiti minori

#### Coppa Europa
- 3 podi (tutti nel bob a quattro):
  - 2 vittorie;
  - 1 secondo posto.

#### Coppa Nordamericana
- 8 podi (3 nel bob a due, 5 nel bob a quattro):
  - 6 vittorie (2 nel bob a due, 4 nel bob a quattro);
  - 2 terzi posti (1 nel bob a due, 1 nel bob a quattro).